# 地中美術館

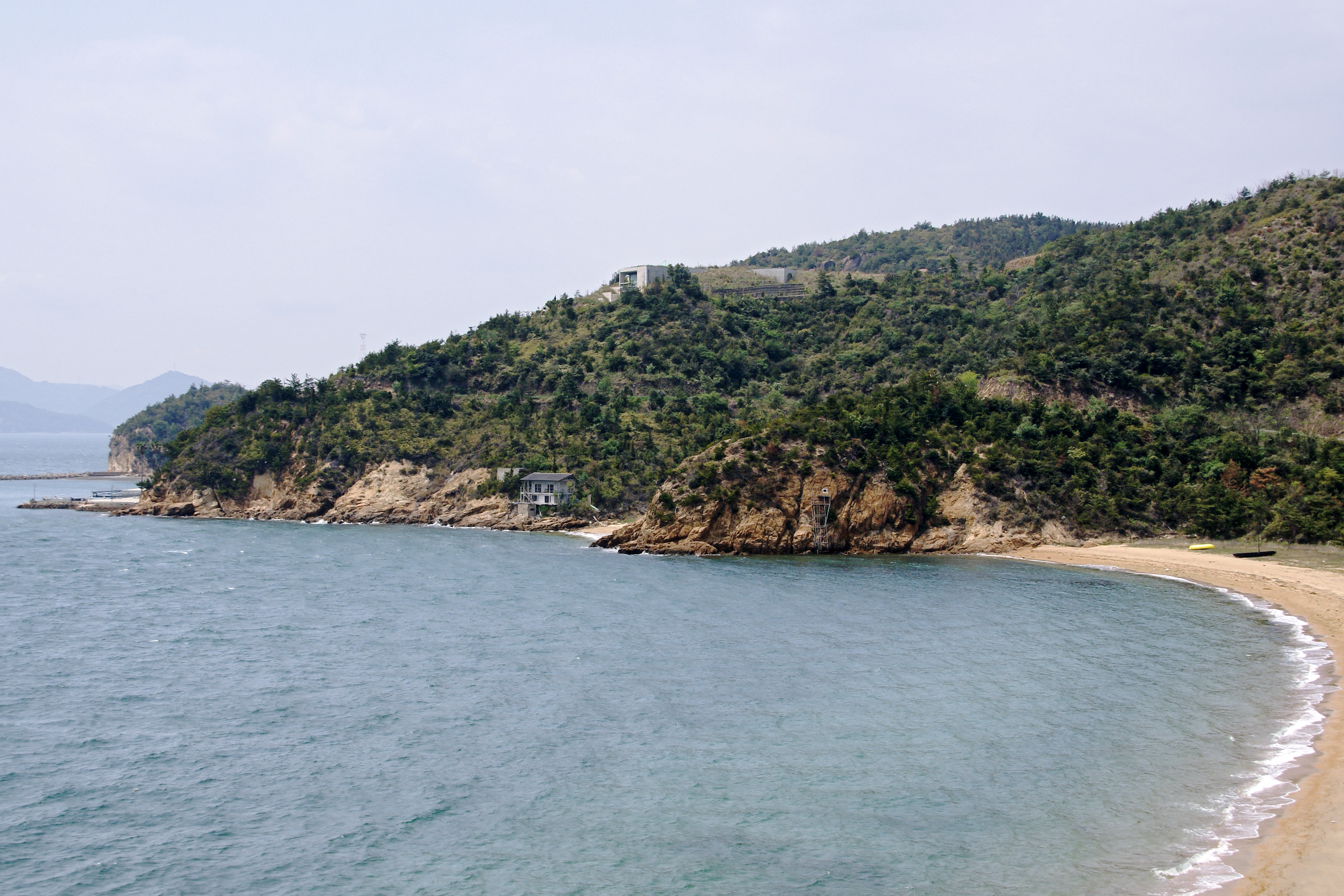
遠景。建築物大部分位於地下

地中美術館（日语：地中美術館）是位於日本瀨戶內海離島直島（香川縣直島町）的一座美術館，由公益財團法人福武財團運營。該美術館僅展示三位美術家的作品（克洛德·莫內、沃爾特·德·瑪莉亞、詹姆斯·特瑞爾），其特徵是作品和建築、展示空間融為一體。門票需在線上預約。博物館建築由安藤忠雄建築研究所設計。

## 外部連結
- .   [2015-07-14]. （原始内容存档于2010-09-27）.
- . 鹿島建設株式会社.   [2015-07-14]. （原始内容存档于2015-07-13）.
- .   [2015-07-14]. （原始内容存档于2015-08-08）.
- . 東京理科大学.   [2015-07-14]. （原始内容存档于2015-07-13）.